# Centrul Județean pentru Conservarea și Promovarea Culturii Tradiționale Argeș
Centrul Județean pentru Conservarea și Promovarea Culturii Tradiționale Argeș (acronimul C.J.C.P.C.T. Argeș) este o instituție profesionistă publică de cultură, cu personalitate juridică, funcționând sub autoritatea Consiliului Județean Argeș. Este o instuție de profil care inițiază și desfășoară proiecte și programe vizând cultura și civilizația tradițională, făcând parte din sistemul instituțiilor de importanță județeană, desfășurându-și activitatea în conformitate cu prevederile legii și ale unui Regulament-cadru de organizare și funcționare propriu.

## Istoric
• Înființarea Casei Centrale a Creației Populare (București) în anul 1953 și a altora, în anii care au urmat, între 1954-1955, la Timiș, Cluj, Iași, Maramureș, Mureș, Suceava și Craiova a constituit o măsură binevenită pentru regimul de atunci care viza îndrumarea formațiilor artistice de amatori (numărul acestora era mare), coordonarea unor artiști neprofesioniști, a unor meșteri și creatori populari din zonele etnofolclorice ale țării.
În județul Argeș (zona etnofolclorică Argeș-Muscel) actul de naștere îl reprezintă Decizia Nr. 2045, din 2 mai 1956, a Sfatului Popular al Regiunii Argeș, Centrul numindu-se inițial Casa Regională a Creației Populare Pitești, apoi Casa Creației Populare a Județului Argeș, și, în prezent, Centrul Județean pentru Conservarea și Promovarea Culturii Tradiționale Argeș.
• Ca sedii, Centrul a avut, pe rând, etajul de la Palatul Culturii (Curtea de Apel) din Pitești, de la înființare până în 1968, mai apoi, Casa Odobescu din Bulevardul Republicii, între anii 1968 și 1971. Acestă clădire va fi demolată în anul 1974.
• Sediul cel mai cunoscut al Casei Creației a fost imobilul din Bulevardul Republicii, Nr. 52, vis-a-vis de Teatrul "Al. Davila" din Pitești (casa prof. Nae G. Dumitrescu) în care Centrul și-a desfășurat activitatea între anii 1987? și 2009? a fost construit în anii 20 ai secolului trecut, fiind proiectat în stil neoromânesc. Actualmente, sediul Centrului este clădirea modernizată (fosta Sală de Sport) din curtea interioară a Colegiului Național Liceal "I.C. Brătianu" din Pitești.

## Denumiri
• Conform Deciziei din Nr. 2045, din 2 mai 1956, Centrul s-a numit Casa Regională a Creației Populare Pitești
• Casa Creației Populare a Județului Argeș
• Centrul de Îndrumare a Creației Populare și a Mișcării Artistice de Masă
• Centrul Creației Populare Argeș
• Centrul Județean pentru Conservarea și Promovarea Culturii Tradiționale Argeș, denumire actuală
De-a lungul timpului au semnat condica peste 100 de angajați: specialiști în diverse domenii (literatură, folclor, artă populară, artă plastică, muzicieni, coregrafi, dirijori etc.), mulți dintre ei, reprezentanți de marcă ai vieții cultural-artistice argeșene și naționale.

## Prezentarea instituției
Personalitatea instituției se conturează prin raportare la obiectivele specifice:
- Conservarea, stimularea și valorificarea tradiției și creației populare argeșene și muscelene
- Radiografierea etnozonelor Argeș-Muscel, pentru constituirea unei baze de date și valori patrimoniale
- Îndrumarea și coordonarea activităților unor așezăminte culturale din județ (cămine culturale, case de cultură, centre culturale)
- Promovarea prin mass-media și tipărituri (vezi mai jos Activitatea editorială) a creatorilor și performerilor tradiției și creației populare autentice
- Elaborarea unor ghiduri pentru așezămintele culturale și organizarea de cursuri de perfecționare pentru personalul încadrat în instituțiile culturale din județ (cămine culturale, case de cultură, centre culturale)
- Inițierea, organizarea și desfășurarea, anual, a unor manifestări culturale-artistice specifice culturii populare tradiționale (Zile de comună, concursuri, întreceri, festivaluri locale etc.)

## Manifestări organizate

### Festivalul de datini de Crăciun și Anul Nou "Florile dalbe"
• Este un marile manifestări artistice cu carcater interjudețean care poartă marca Centrului Județean pentru Conservarea și Promovarea Culturii Tradiționale Argeș (alături de Festivalul de Muzică Corală "D.G. Kiriac", Festivalul Internațional de Folclor "Carpați" etc.) și face cinste județului Argeș.
• Din cauza contextului politic, acest festival inportant al Centrului Creației Populare a fost intitulat Concursul județean de datini și obiceiuri tradiționale laice (sic!) și își avea prima ediție în anul de grație 1980, în preajma Crăciunului (23 decembrie), la Casa de Cultură din Curtea de Argeș. De acest festival se leagă și „nașterea” unor formații de amatori, precum cea din comuna Vlădești („Bratia”).
• Festivalul de datini și obiceiuri de Crăciun și Anul Nou "Florile Dalbe", nume pe care îl are și astăzi încă de la ediția a X-a (1990), are un caracter competitiv și antrenează grupuri din județul Argeș obiceiuri de Crăciun, Anul Nou și Bobotează. Datorită numărului mare de participanți (doar la ediția din 1989 au fost numai 73 de grupuri!) s-au constituit "centre" intermediare – precum Țițești, Corbi-Stănești, Vulturești, Ștefănești – în vederea selectării pentru marea finală care s-a ținut, de-a lungul timpului, în orașele Pitești, Curtea de Argeș, Câmpulung Muscel și Topoloveni. Actualmente, la finală are loc spectacolul de gală la Casa de Cultură a Sindicatelor "George Topîrceanu" din Cetatea Basarabilor.

### Festivalul Internațional de Folclor "Carpați"
- Festivalul Internațional de Folclor "Carpați" este una din marile manifestări artistice cu carcater internațional care poartă marca Centrului Județean pentru Conservarea și Promovarea Culturii Tradiționale Argeș (alături de Festivalul Internațional de Muzică Corală "D.G. Kiriac",  etc) făcând mare cinste județului Argeș. Ideea organizării unui festival internațional de folclor era încă din anul 1968, în atenția conducătorilor județului Argeș (Gheorghe Năstase, Constantin Sandu și Nicolae Mihăilescu), iubitori de cultură[1].

Deoarece autoritățile din acele timpuri s-au opus, nedorind un festival în provincie, s-a luat hotărârea organizării unui festival de talie națională. Colectivul de specialiști al Casei Creației Argeș (prof. Costin Alexandrescu, coregraful Leonte Socaciu, Corneliu Lamba și poetul Toma Biolan) au înaintat o propunere pentru desfășurarea festivalului la Curtea de Argeș în postull "Sfintei Mării" (1 august-15 august), când lăutarii (necesari pentru ansambluri) nu aveau nunți. Numele de Carpați a fost luat pe motivul ...
- Inițiat în anul 1975 din dorința ca dansul, cântul și portul popular românesc să atragă cât mai mulți vizitatori în județul Argeș; primele ediții desfășurându-se din 2 în 2 ani.
- După 1990, festivalul și-a pierdut caracterul competițional intern și s-a renunțat la desfășurarea într-un singură locație (respectiv Curtea de Argeș). Ecourile pozitive din pres românească și străină l-au transformat într-un festival pe parcursul a 5 zile și implicarea mai multor orașe din județ (Pitești, Mioveni, Curtea de Argeș, Topoloveni, Costești).
- Este singurul Festival din județul Argeș afiliat C.I.O.F.F.[International Council of Organizations of Folklore Festivals and Folk Arts, ONG în relații formale cu UNESCO], fiind inclus în calendarul său de manifestări.

[vezi site-ul CIOFF http://www.cioff.org/contact-section.cfm?id=58 Romania section on CIOFF]
- Manifestarea este trecută în periaoda 10.08 - 16 august 2010  Festivalul Internațional de Folclor "Carpați" în Calendarul C.I.O.F.F.

#### Istoric
- Organizat de Casa Creației Populare Argeș în colaborare cu primăria orașului Curtea de Argeș și Casa de Cultură "George Topîrceanu". Un rol determinant în menținearea acestei manifestări până în anul 1990 l-a avut directorul Casei de Cultură, prof. Mihai Tița, un om cu mare deschidere spre cultura populară, un cunoscător al obiceiurilor, cântecelor, jocului și portului popular, care s-a implicat cu totul în această inițiativă.
- Prima ediție a avut loc în zilele de 7-10 august 1975 pe Stadionul orășenesc din Curtea de Argeș. Au participat 17 ansamblului din 12 județe. Cel mai bine cotat a fost ansamblul folcloric din Zalău, județul Sălaj.

Ca o măsură organizatorică inedită, care s-a transmis și la celelalte ediții desfășurate la Curtea de Argeș, a fost împlicarea celor mai reprezentative cadre didactice ale orașului în rolul de gazdă, luând în grija câte un ansamblu din țară, ocupăndu-se ca participanților să nu le lipsească nimic, să fie ghizi pricepuți.
- Cea de-a doua ediție trebuia să se desfășoare în perioada 11-14 august 1977. Erau înscrisi participanți din 17 județe. Festivalul nu a mai fost organizat în acel din cauza unei directive de la Comitetul Județean Argeș al P.C.R. conform căreia... toate manifestările în aer liber, care antrenează ca public mii de oameni, se suspendă...

Ediția a II-a va avea loc, totuși, în zilele de 10-13 august 1978 cu 22 de ansambluri participante.

#### Ediții
- Ediția a II-a s-a derulat în zilele 10-13 august 1978. Au participat 22 de ansambluri din țară. În afara concursului, ansamblurile prezentau spectacole la căminele culturale din zonă. Câștigător a fost Ansamblul „Trandafirul” din Dăbuleni, județul Dolj.
- Ediția a III-a s-a desfășurat în zilele de 8-10 august 1980 cu participarea a 14 ansambluri din 10 județe, iar marele premiu l-a obținut Ansamblul "Donia Târnavelor" al Casei de Cultură din Sighișoara, județul Mureș. De la această ediție și până la cea din anul 1988, directorul festival a fost Maria Ciobăcel - vicepreședintele Comitetului pentru Cultură și Educație Socialistă (anterior directorul era în persoana etnomuzicologului Ludovic Paceag)
- În ediția a V-a (4-5 august 1984) s-a bucurat de o participare record: 23 de ansambluri. Câștigători au fost ansamblurile: Căminului Cultural din Călăraș – Dolj, „Dorul”, al Casei Creației (marele premiu) și „Elcond”-Zalău.

Ediția a VII-a (5-7 august 1988) s-a desfășurat la Curtea Domnească, într-un cadru minunat realizat de către organizatori.
- Din anul 1990, festivalul are caracter internațional. Ediția a VIII-a (9-12 august 1990) s-a desfășurat pe Stadionul orașului, iar ca ansambluri din străinătate au fost prezente "Floricica" din Rezina – Republica Moldova, „Citta di Favora”, Sicilia-Italia, "Attaköy" din Istambul – Turcia; au participat și ansambluri din județele: Arad, Brașov, Dolj, Maramureș, Sibiu, Vâlcea și cinci ansambluri din județul Argeș. În total, au fost 14 ansambluri, intr-o autentică reușită. La invitația Primăriei din Pitești între 14-17 august s-a continuat festivalul și la Pitești. Anul următor, (16-19 iulie) în organizarea Centrului Creației Populare Argeș și a Primăriei-Pitești s-a derulat Festivalul Internațional de folclor "Pitești-91", la Grădina de vară a Teatrului „Al. Davila”, la Căminul Cultural din Călinești și la Casa de Cultură a Sindicatelor de la Mioveni. Începând cu ediția a IX-a (13-20 iulie 1992), festivalul a căpătat altă formulă organizatorică, desfășurându-se la Pitești, Curtea de Argeș, Câmpulung și Cabana "Voina", iar în edițiile următoare, manifestarea va fi prezentă în toate localitățile urbane ale județului, dovedindu-se cu aceste prilejuri ospitalitatea de care au dat dovadă gazdele. Începând din anul 1996, directorul festivalului a devenit maestrul coregraf Dorin Oancea. Până atunci, această misiune a fost îndeplinită și de profesorii Maria Ciobăcel, Costin Alexandrescu și Mihai Tița.

Ediția a XXVIII-a - 2010
- În cele 20 de ediții internaționale, festivalul a fost onorat de 89 de ansambluri folclorice din: Belgia, Bulgaria, Canada, Finlanda, Franța, Georgia, Grecia, India, Italia, Iugoslavia, Letonia, Lituania, Macedonia, Mexic, Olanda, Polonia, Portugalia, Republica Moldova, Slovenia, Spania și Turcia

Am ajuns la ediția XXVIII (2010). Fiecare din cele desfășurate până acum a însemnat o mare reușită, acest festival câștigând o frumoasă tradiție în viața spirituală a Argeșului; el va trebui continuat și pe cât posibil dezvoltat, spe bucuria iubitorilor de folclor.

### Festivalul Internațional de Muzică Corală "D.G. Kiriac"
• Festivalul de Muzică Corală "D.G. Kiriac” a fost inițiat, în urmă cu 40 de ani, de către Casa Creației Populare a Județului Argeș, cu sprijinul Casei Centrale a Creației Populare și al Ministerului Culturii, spre a onora memoria marelui dirijor care a fost Dumitru Georgescu Kiriac. Este un marile manifestări artistice cu carcater internațional care poartă marca Centrului Județean pentru Conservarea și Promovarea Culturii Tradiționale Argeș (alături de Festivalul Internațional de Folclor "Carpați", Festivalul de datini de Crăciun și Anul Nou "Florile dalbe" etc) și face cinste județului Argeș și orașului Pitești. 
În fiecare an, conform regaulamentului, Festivalul are loc la Pitești (muzica corală universală la Teatrul "Al. Davila" din Pitești) și la Mănăstirea Curtea de Argeș(secțiunea de muzică sacră).

#### Istoric
• Prima ediție a Festivalului de Muzică Corală „D.G. Kiriac" a avut loc în sala Teatrului „Al. Davila” din Pitești, în zilele de 30 și 31 mai 1970, bucurându-se de popularitate din partea publicului. Inițiativa acestui festival a aparținut Casei Creației Populare a Județului Argeș, cu sprijinul Casei Centrale a Creației Populare și al Ministerului Culturii, pe baza unui regulament-etalon în parteneriat cu Uniunea Generală a Sindicatelor din România și Uniunea Generală a Cooperativelor din România, elaborat la 23 martie 1970. La prima ediție au participat 20 de coruri mixte de voci egale și de cameră din 12 județe ale țării.
• Din juriu au făcut parte: compozitorul și dirijorul D.D. Botez (președinte); compozitorii: Mircea Neagu, Gheorghe Bazavan, Dinu Stelian, Ludovic Paceag; dirijorii: Gheorghe C. Ionescu, Gheorghe Gomoiu și alții
În anii care au urmat, festivalul-concurs a căpătat o recunoaștere națională, pe scena sa evoluând cele mai prestigioase coruri din România. Pentru merite deosebite, zeci de asemenea formații au obținut trofeul „D.G. Kiriac”.
• Mari personalități ale vieții muzicale românești, printre care îi amintim pe Ioan D. Chirescu, D. D. Botez, Gheorghe Dumitrescu, Dinu Stelian, Alexandru Pașcanu, Gheorghe Bazavan, Marin Constantin, Mircea Neagu, Petre Crăciun, Ludovic Paceag, Constantin Romașcanu, Gheorghe Ionescu, Dan Buciu, Irina Odăgescu-Țuțuianu, Stelian Olaru, Voicu Enăchescu, Emanoil Popescu, Valentin Gruescu, Valentin Băințan, Remus Tașcău, Ion Săcăleanu, au avut cuvinte de laudă pentru valoarea indiscutabilă a acestei manifestări.
Începând cu 1992, la inițiativa Societății Culturale „Ars Nova”, festivalul a căpătat caracter internațional, fiind onorat de prezența unor coruri din: Belgia, Bulgaria, Franța, Germania, Grecia, Italia, Letonia, Iugoslavia, Israel, Olanda, Portugalia, Republica Moldova, Spania, S.U.A., Ucraina și Ungaria.
De când festivalul are caracter internațional, l-au onorat cu prezența peste 150 de coruri din străinătate, din țară și din județul Argeș.

#### Ediții
- La ediția a II-a (25-26 noiembrie 1972) a participat și corul mixt, român-german al Căminului cultural din comuna Bod - Brașov, care a interpretat piesele: ,,Morarul" de D. G. Kiriac, ,,O, lume, ce frumoasa ești !" de Ludwig van Beethoven, ,,Seara pe deal" de Vasile Popovici și ,,Dă-mi mândrută ochii tăi" de Achim Stoia. Dirijor: Elfriede Kiss.
- La ediția a III-a (26-28 aprilie 1974) a participat și un cor din străinătate, „Groot Mannenkor” din Zwolle (Olanda), pe care iubitorii muzicii l-au apreciat la superlativ.

Ediția a XXVIII-a
- 40 de ani de la prima ediție

#### Directori
| Nume:                                                               | Funcție în cadrul C.J.C.P.C.T. Argeș:                              | Perioadă:                                      |
| prof. Costin Alexandrescu                                           | director                                                           | mai 1970–aprilie 1988 (la primele zece ediții) |
| prof. Gheorghe Gomoiu                                               | dirijorul Corul "Ars Nova" al C.J.C.P.C.T. Argeș                   | iulie 1992-2009                                |
| Cătălin Oancea (director) prof. Gheorghe Gomoiu (director artistic) | maestru coregraf, dirijorul Corul "Ars Nova" al C.J.C.P.C.T. Argeș | 2010 (ediția a XXVIII-a)                       |

### Expoziția-concurs Națională de icoane "Rugămu-ne Ție!"
Prima ediție a Expoziției-concurs Națională de icoane "Rugămu-ne Ție" s-a desfășurat la Muzeul Municipal din Curtea de Argeș în data de  18 mai 1999, vernisajul acesteia a fost cu prilejul celei de a VI-a ediții a Festivalului de film religios "Lumină din Lumină". Este un marile manifestări artistice cu carcater naționale care poartă marca
Centrului Județean pentru Conservarea și Promovarea Culturii Tradiționale Argeș.
Începând cu ediția a III-a, expoziția, organizată de Centrul Județean pentru Conservarea și Promovarea Culturii Tradiționale Argeș, Muzeul Județean Arges (prin Galeria de Artă Naivă), în colaborare cu Aehiepiscopia Argesului și Muscelului, se vernisează la Pitești, în vinerea Floriilor.

#### Istoric
- În anul 1999, cu prilejul sărbătoririi a 640 de ani de la așezarea primului scaun mitropolitan al Țării Românești la Curtea de Argeș, festivalul de film (ajuns atunci la a VI-a ediție) a fost precedat de festivitatea decernării premiilor la prima ediție a Expoziției-concurs Națională de icoane "Rugămu-ne Ție!". Această manifetare s-a născut din dorința C.J.C.P.C.T. Argeș prin dl director Costin Alexandrescu, și dl prof. Corneliu Lamba și regretatul artist plastic Gheorghe Pantelie de a pune în evidență o artă cu adânci rădăcini în arealul cultural argeșean – arta icoanei. Cu toată greutatea unui început, prima ediție a fost un succes, și mai mult, o încântare.
- Începând cu a treia ediție, Expoziția-concurs Națională de icoane "Rugămu-ne Ție!" și-a statornicit o dată de manifestare (în vinerea Floriilor din fiecare an), iar din anul 2005, și un loc adecvat de expunere a icoanelor – Galeria de Artă Naivă a Muzeului Județean Argeș. Anul acesta, prin perseveranța C.J.C.P.C.T. Argeș dar și mulțumită râvnei Arhiepiscopiei Argeșului și Muscelului prin vrednicul ei păstor – Înalt Preasfințitul Arhiepiscop Calinic, împreună cu a celorlalți ostenitori adunați în jurul manifestării, "Rugămu-ne Ție!" a ajuns la cea de-a XII-a ediție, având de acum amploarea dar și vigoarea unui eveniment național reprezentativ în acest domeniu.
- A devenit tradiție ca în începerea expoziției să aibă loc o slujbă de sfințire a icoanelor, urmată de un cuvânt de binecuvântare din partea Î:P.S. Calinic, Arhiepiscop de Argeș și Muscel.

#### Ediții
- Prima ediție s-a desfășurat la Muzeul Municipal din Curtea de Argeș la 18 mai 1999, cu prilejul deschiderii celei de a VI-a ediții a Festivalului de film cu tematică religioasă "Lumină din Lumină". Au participat 28 de iconari din 10 județe (însumând 120 de icoane). Premiații au fost 7 iconari printre care Teodor Zețu din Pitești(premiul I) și Cristian Brânzan din Râmnicu-Vâlcea (premiul Muzeului Județean Argeș).
- Vernisajul celei de-a doua expoziții s-a desfășurat în prima zi a Simfoniei lalelelor (21 aprilie 2000) pe simezele Muzeului de Artă din Pitești. Au onorat cu prezența ambasadorii Franței, Suediei și Serbiei, ministrul român de externe (de atunci) Petre Roman, Calinic Argeșeanu (pe atunci Î.P.S.). 44 de artiști din 13 localități au prezentat 160 de icoane. 25 dintre iconari au fost premiați. Președintele juriului a fost criticul de artă Viorel Rău din București. Premiul I a fost câștigat de iconarul Marian Stanciu din Câmpulung Muscel.
- Începând de la a treia ediție, Expoziția-concurs Națională de icoane "Rugămu-ne Ție!" s-a "mutat" la Pitești (Muzeul de Artă) în vinerea Floriilor (6 aprilie 2001). Premiera celor mai bune lucrări a avut loc în deschiderea Festivalului-concurs al filmului cu tematică religioasă "Lumină din Lumină" de la Curtea de Argeș. Cu această ocazie s-a vernisat și expoziția personală a artistului Marian Stanciu (laureatul ediției a II-a). Au participat 70 de icoanri ce au expus 170 de icoane. Au fost premiați 28 dintre aceștia. Manifestarea a fost onoartă de prezența lui Nicolae Văcăroiu (Președintele Senatului României, în acea vreme).

Ediția a XII-a, 2010
- Vineri 30 aprilie a.c., la Casa de Cultură "George Topîrceanu" din Municipiul Curtea de Argeș au avut loc, la ora 10,00, festivitatea de premiere din cadrul Expoziției-concurs Naționale de icoane "Rugămu-ne Ție", ediția a XII-a. La Expoziția-concurs națională de icoane au participat artiști-iconari din județele Alba, Argeș, Bistrița-Năsăud, Brașov, Cluj, Dâmbovița, Suceava, Timiș, Vâlcea și din București.
- Au fost acordate 27 de premii oferite de instituții de cultură și cult din județul Argeș. Marele premiu, oferit de Consiliul Județean Argeș, a revenit iconarului Liviu Dumitrescu din Alexandria, pentru lucrarea Răstignirea, iar Premiul I, oferit de Arhiepiscopia Argeșului și Muscelului, a fost acordat lui Florin Stan din Moreni, pentru icoana Judecata de Apoi.

### Festivalul-concurs al filmului cu tematică religioasă "Lumină din Lumină"
- Ideea unui festival a aparținut profesorului Ion Popa, referent la Centrul Județean pentru Conservarea și Promovarea Culturii Tradiționale Argeș și cineastului piteștean George Jugănaru. Opținuea a fost pentru un festival de film cu tematică religioasă, unic la acea vreme în România și pentru desfășurare la Curtea de Argeș, oraș cu tradiție ortodoxă.
- Imaginat la început ca un festival național pentru realizatorii amatori de film, s-a lansat de fapt sub forma și cu denumirea pe care o are și astăzi Festivalul-concurs al filmului cu tematică religioasă "Lumină din Lumină", ajuns anul acesta la a XVII-a ediție. Prima ediție a avut loc în luna mai 1994, în sala de conferințe a Primăriei orașului Curtea de Argeș – cetate de scaun, prima capitală a Țarii Românești, cu profunde valențe spirituale și istorice. Încă de la început, manifestarea a avut parte de un juriu profesionist (printre membrii săi aflându-se și domnul Ion Lucian Ciucu – realizator de emisiuni la Televiziunea Română (Redacția Religie-Istorie). Filmele proiectate an de an în cadrul festivalului sunt rodul unei îndelungi trude și al unor sacrificii permanente pe care iubitorii acestui gen de film sunt gata să le facă oricând, însuflețiți fiind de căutarea și împărtășirea unui alt duh decât cel al lumii de care ne-am legat cu atâta strășnicie, demnă de cauze mai bune. Cele mai bune filme participante an de an la această manifestare sunt transmise pe postul național de televiziune. Valoroasele pelicule rămase în arhiva C.J.C.P.C.T Argeș sunt documente care peste ani vor face dovada unei preocupări statornice pentru viața spirituală a acestor locuri.
- Este o manifestare care poartă marca Centrului Județean pentru Conservarea și Promovarea Culturii Tradiționale Argeș și este strâns legată de Expoziția  "Rugămune-Ție", expoziția precedând festivalul de film.
- Organizatori acestui festival sunt: Centrul Județean pentru Conservarea și Promovarea Culturii Tradiționale Argeș, Casa de cultură "George Topîrceanu" din Curtea de Argeș, în colaborare cu Aehiepiscopia Argesului și Muscelului.

#### Istoric
- Prima ediție a avut loc în zilele de 14-15 mai 1994, în sala de conferințe a Primăriei din Curtea de Argeș. Juriul a fost format din:  Ion Lucian Ciucu, președinte (realizator, pe atunci, la "Viața spirituală", TVR), pr. Aurel Dedu-vicarul Episcopiei (Argeșului și Muscelului), Dănuț Dumitrașcu, șeful sectorului cine-foto al Centrului Național al Creației Populare, †Radu Stancu (pe atunci, directorul Muzeului Județean Argeș), Radu Oprea, consilier, Costin Alexandrescu, directorul C.J.C.P.C.T. Argeș și Ion Eftime, directorul postului local de televiziune STP, Pitești.

• Marele premiu oferit de Episcopia (actualmente, Arhiepiscopia) Argeșului și Muscelului a fost obținut de filmele realiazate de CJCPCT Gorj - "Ruga" și "Un brad, o biserică, o legendă". Premiul I a fost obținut de filmul "Muntele îngerilor", realizat de Liga Tineretului din [Buzău].

#### Ediții
Ediția a XVII-a, 2010
- Vineri 30 aprilie 2010, la Casa de Cultură "George Topîrceanu" din Municipiul Curtea de Argeș au avut loc, începând cu ora 11,00, Festivalul-concurs al filmului cu tematică religioasă "Lumină din Lumină", ediția a XVII-a.
- La Festivalul-concurs al filmului cu tematică religioasă, a cărui festivitate de premiere a avut loc la

ora 18,00, au rulat 13 filme ale realizatorilor din Argeș, Bistrița-Năsăud, Cluj, Dâmbovița, Dolj, Galați,
Maramureș, Olt, Timiș și Municipiul București. Juriul a fost format din: Ion Lucian Ciucu (realizator la Redacția Religie-Istorie, TVR), Î.P.S. Calinic Argatu, Arhiepiscop de Argeș și Muscel, Sorin Mazilescu, directorul C.J.C.P.C.T. Argeș, Cristian Mitrofan, manager Casa de Cultură "George Topîrceanu" din Curtea de Argeș, Radu Oprea, consilier
superior la Direcția pentru Cultură și Patrimoniu Cultural Național Argeș, pr. Nicolae Mărgăritescu, consilier eparhial Biserica și Societatea, și Ovidiu Dumitrana (studioul "Autentic Art" din Craiova).
- Marele premiu și trofeul festivalului „Lumină din Lumină”, ediția a XVII-a, a fost oferit documentarului Focul (realizator: Ana Maria Dulică, imagine: Florin Dulică, în colaborare cu C.J.C.P.C.T. Argeș). Filmul este dedicat împlinirii a 80 de ani de la tragicul eveniment cunoscut sub numele de Focul de la Costești, în care au pierit 116 persoane, majoritatea copii.
- Premiul de excelență, oferit de Consiliul Județean Argeș, a fost acordat de către Florin Tecău,

vicepreședinte al Consiliului Județean Argeș, filmului Fresca, realizat de Silvia Pintea din Cluj-Napoca.

## Activitatea editorială
Centrul Județean pentru Conservarea și Promovarea Culturii Tradiționale Argeș a avut ca preocupare, încă de la început valorificare prin tipărituri valorificare produsului cultural tradițional.
Inițial s-au publicat lucrări din toate domeniile de activitate (corgrafic, etnomuzical, folclor, literar... și monografic) la diferite edituri din județ. Ulterior s-a simțit nevoia unei edituri proprii.

### Editura "ALEAN" a C.J.C.P.C.T. Argeș
Editura "Alean" a C.J.C.P.C.T. Argeș a fost înființată în anul 2006 de lect. univ. dr. Adrian-Ionuț Sămărescu, din dorința  de a valorifica rezultatele cercetărilor de teren ale  Centrului Județean pentru Conservarea și Promovarea Culturii Tradiționale Argeș și ale Asociației folcloriștilor argeșeni „C. Rădulescu-Codin”. Începând cu anul 2008, director al editurii este asist. univ. drd. Alexandru Mărchidan. Din 2006 până în prezent editura a scos pe piață 22 volume de specialitate, majoritatea cu aspect monografic. Prima lucrare este Monografia comunei Coșești – coord. Sorin Mazilescu (2006), iar cea mai recentă Cântecul Bratiei, Bratia cântecului – autori Ion Stroe, Steluța Stroe (2010), lucrare care va fi lansată în cadrul Sărbătorii locale de la Vlădești din 11 iulie 2010.

## Directori
| Nume:                     | Perioadă:    |
| †Aurel Popescu            | 1956-1958    |
| Mihai Ghițescu            | 1958-1959    |
| †Zenovie Păun             | 1959-1968    |
| prof. Costin Alexandrescu | 1968–2009    |
| Dr. Sorin Mazilescu       | 2009-prezent |